# Schweizerischer Verkehrskadetten Verband
Der Schweizerische Verkehrskadetten-Verband (SVKV) ist ein Verein nach Art. 60 ff. ZGB, der einen Dachverband bildet und sich für die Verkehrskadetten und deren Vereine in der Schweiz einsetzt.

## Zweck
Der Schweizerische Verkehrskadetten-Verband bezweckt gemäss Statuten insbesondere die Wahrung, Förderung und Vertretung der Interessen der Verkehrskadetten sowie die Pflege des Kontaktes zwischen den Verkehrskadetten-Vereinen. Er koordiniert die Zusammenarbeit der Schweizer Vereine, soweit diese nicht bilateral möglich ist.
Das Erreichen dieser Ziele wird u. a. mit folgenden Mitteln angestrebt:
- gemeinsame Lösung von Ausbildungs- und Materialfragen  mit den Verbandsmitgliedern
- Schaffung gesunder Grundsätze im Verkehrskadettenwesen-Wesen
- Aufstellung von Tarifempfehlungen
- Koordination mit Bundesbehörden
- Koordination der Gebietszuteilung, des Versicherungswesens sowie der Funkkonzessionen (Betriebserlaubnis für Sprechfunkgeräte)

## Ausbildung und Veranstaltungen
Der Verband organisiert auch Kurse, die für alle Abteilungen zugänglich sind, wie die Ausbildungstage. Das Programm dieser Ausbildungstage umfasst u. a. Weiterbildungen, Kaderausbildung und Fahrsicherheitstrainings. Der Schweizerische Verkehrskadetten-Verband veranstaltet und finanziert zudem alle paar Jahre Verkehrskadetten-Tage.

## Einsatzstunden
Im Jahr 2013 leisteten alle Verkehrskadetten-Abteilungen, die zum SVKV gehören, 81'134 Einsatzstunden.
Alle Verkehrskadetten-Abteilungen hatten einen Mannschaftsbestand von 770 Verkehrskadetten.
Durchschnittlich sind 40 Verkehrskadetten an einem Einsatz beteiligt.

## Mitglieder
Folgende Verkehrskadetten-Abteilungen gehören dem SVKV an:
| Abteilung                                           | Kürzel  | Gründungsjahr |
| --------------------------------------------------- | ------- | ------------- |
| Verkehrskadetten Abteilung – Albis                  | VKA-A   | 1970          |
| Verkehrskadetten Abteilung – Appenzellerland        | VKA-AP  | 1981          |
| Verkehrskadetten Abteilung – Ausserschwyz           | VKA-AS  | 1967          |
| Kadetten Korps Basel                                | KKB     | 1981          |
| Verkehrskadetten Abteilung – Bern                   | VKA-BE  | 1973          |
| Verkehrskadetten Abteilung – Chur                   | VKA-C   | 1969          |
| Verkehrskadetten Abteilung – Fürstenland            | VKA-F   | 1976          |
| Verkehrskadetten Abteilung – Glarnerland            | VKA-GL  | 1970          |
| Verkehrskadetten Abteilung – Nordwestschweiz        | VKA-NWS | 1972          |
| Verkehrskadetten Abteilung – Rapperswil-Jona        | VKA-RJ  | 1966          |
| Verkehrskadetten Abteilung – St.Gallen              | VKA-SG  | 1973          |
| Verkehrskadetten Abteilung – St.Galler-Oberland     | VKA-SGO | 1974          |
| Verkehrskadetten Abteilung – Schaffhausen           | VKA-SH  | 1969          |
| Verkehrskadetten Abteilung – Samstagern-Richterswil | VKA-SR  | 1971          |
| Verkehrskadetten Abteilung – Winterthur             | VKA-W   | 1978          |
| Verkehrskadetten Abteilung – Zug                    | VKA-ZG  | 1988          |
| Verkehrskadetten Abteilung – Zürcher-Oberland       | VKA-ZO  | 1967          |
| Verkehrskadetten Abteilung – Zürcher-Unterland      | VKA-ZU  | 1971          |
| Verkehrskadetten Abteilung – Zürichsee              | VKA-ZS  | 1972          |
| Verkehrskadetten Abteilung – Luzern                 | VKA-LU  | 2019          |
| Verkehrskadetten Abteilung – Thurgau                | VKA-TG  | 1982          |

## Zürcher Verkehrskadetten-Verband
Der Zürcher Verkehrskadetten-Verband (ZVKV) ist ein Verein nach Art. 60 ff. ZGB, der einen Dachverband bildet, und sich für die Verkehrskadetten und deren Vereine im Kanton Zürich einsetzt.

### Vorstand
In den Vorstand können nur Personen gewählt werden, die in den angegliederten Verkehrskadetten-Abteilungen sind. Momentaner Präsident ist Domenico Bennenati von der Abteilung Zürcher – Oberland.

### Namensschutz
Die Marke ZVKV Zürcher Verkehrskadetten-Verband ist im Markenregister eingetragen und wurde im Schweizerischen Handelsamtsblatt (SHAB) publiziert.

### Zweck
Der Zürcher Verkehrskadetten-Verband bezweckt gemäss Statuten insbesondere die Wahrung, Förderung und Vertretung der Interessen der Verkehrskadetten sowie die Pflege des Kontaktes zwischen den Verkehrskadetten-Abteilungen. Der Zürcher Verkehrskadetten-Verband koordiniert die Zusammenarbeit der Zürcher Abteilungen, soweit diese nicht bilateral möglich ist. Der Zürcher Verkehrskadetten-Verband koordiniert sämtliche Einsätze in der Stadt Zürich.

### Angegliederte Verkehrskadetten-Abteilungen
Im Kanton Zürich sind alle sechs Verkehrskadetten-Abteilungen im ZVKV.
Verkehrskadetten Abteilung Zürcher – Unterland.

Verkehrskadetten Abteilung Zürcher – Oberland.

Verkehrskadetten Abteilung Albis.

Verkehrskadetten Abteilung Winterthur.

Verkehrskadetten Abteilung Zürichsee.

Verkehrskadetten Abteilung Samstagern – Richterswil.

Die Verkehrskadetten Abteilung Rapperswil-Jona hat den offiziellen Status als Gast beim Zürcher Verkehrskadetten Verband.

### Fonds für Grosseinsätze
Der ZVKV hat einen Fonds für Grosseinsätze.
1. Definition Grosseinsatz
Ein- oder mehrtägiger Einsatz für einen Auftraggeber, an welchem neben der organisierenden Abteilung mindestens zwei weitere VK-Abteilungen (auch Nicht-ZVKV-Abteilungen) beteiligt sind und insgesamt mindestens 250 Einsatzstunden geleistet werden.
2. Zweck
Schaffung einer gemeinsamen Reserve zur Absicherung gegen Debitorenverluste im Sinne einer Versicherung.
Förderung von abteilungsübergreifenden Aktivitäten im Zusammenhang mit der Organisation und Durchführung von Grosseinsätzen.
Ausgleich der Überschüsse im Zusammenhang mit der Organisation von Grosseinsätzen.

## Weitere Verkehrskadetten-Organisationen

### Ostschweizer Präsidenten und Leiter Sitzung (OSPLS)
In der Schweiz gibt es zusätzlich zum ZVKV und dem SVKV die jährlich stattfindende Präsidenten und Leiter Konferenz der Ostschweizer Verkehrskadetten-Abteilungen.

Zu den Ostschweizer Verkehrskadetten-Abteilungen gehören:

- Verkehrskadetten Abteilung Fürstenland
- Verkehrskadetten Abteilung St.Gallen
- Verkehrskadetten Abteilung St.Galler Oberland
- Verkehrskadetten Abteilung Rapperswil-Jona
- Verkehrskadetten Abteilung Winterthur, welche auch im ZVKV ist.
- Verkehrskadetten Abteilung Schaffhausen
- Verkehrskadetten Abteilung Thurgau